# Achraf Lazaar
Achraf Lazaar (Casablanca, 22 januari 1992) is een Marokkaans voetballer die bij voorkeur als linksback speelt. Hij tekende in 2021 transfervrij bij Portimonense SC. Lazaar debuteerde in 2014 in het Marokkaans nationaal elftal.

## Clubcarrière
Lazaar werd geboren in Casablanca maar verhuisde op elfjarige leeftijd naar Italië met zijn ouders. Vier jaar later sloot hij zich aan bij AS Varese 1910. Op 25 augustus 2012 debuteerde hij in de Serie B tegen Ascoli. In januari 2014 werd Lazaar voor zes maanden uitgeleend aan US Palermo, dat een aankoopoptie op de speler had bedongen. De Marokkaan werd meteen basisspeler en overtuigde het bestuur van Palermo om hem definitief over te nemen. Aan het eind van het seizoen promoveerde hij met de Siciliaanse club naar de Serie A. Zijn debuut op het hoogste niveau volgde op 21 september 2014, thuis tegen Internazionale.

## Interlandcarrière
Lazaar werd op 23 mei 2014 opgeroepen voor het Marokkaans nationaal elftal voor een vriendschappelijke treffen met Mozambique. In dat duel maakte hij zijn debuut voor De Leeuwen van de Atlas.
| Interlands van Achraf Lazaar voor Marokko | Interlands van Achraf Lazaar voor Marokko | Interlands van Achraf Lazaar voor Marokko | Interlands van Achraf Lazaar voor Marokko | Interlands van Achraf Lazaar voor Marokko | Interlands van Achraf Lazaar voor Marokko |
| №                                         | Datum                                     | Wedstrijd                                 | Uitslag                                   | Soort Wedstrijd                           | Doelpunten                                |
| Als speler bij US Palermo                 | Als speler bij US Palermo                 | Als speler bij US Palermo                 | Als speler bij US Palermo                 | Als speler bij US Palermo                 | Als speler bij US Palermo                 |
| ----------------------------------------- | ----------------------------------------- | ----------------------------------------- | ----------------------------------------- | ----------------------------------------- | ----------------------------------------- |
| 1.                                        | 23 mei 2014                               | Mozambique – Marokko                      | 0 – 4                                     | Vriendschappelijk                         | 0                                         |
| 2.                                        | 28 mei 2014                               | Angola – Marokko                          | 2 – 0                                     | Vriendschappelijk                         | 0                                         |
| 3.                                        | 06 juni 2014                              | Rusland – Marokko                         | 2 – 0                                     | Vriendschappelijk                         | 0                                         |
| 4.                                        | 09 oktober 2014                           | Marokko – Centraal-Afrikaanse Republiek   | 4 – 0                                     | Vriendschappelijk                         | 0                                         |
| 5.                                        | 13 oktober 2014                           | Marokko – Kenia                           | 3 – 0                                     | Vriendschappelijk                         | 0                                         |
| 6.                                        | 13 november 2014                          | Marokko – Benin                           | 6 – 1                                     | Vriendschappelijk                         | 0                                         |
| 7.                                        | 16 november 2014                          | Marokko – Zimbabwe                        | 2 – 1                                     | Vriendschappelijk                         | 0                                         |
| 8.                                        | 28 maart 2015                             | Marokko – Uruguay                         | 0 – 1                                     | Vriendschappelijk                         | 0                                         |
| 9.                                        | 12 juni 2015                              | Marokko – Libië                           | 1 – 0                                     | Afrika Cup kwalificatie                   | 0                                         |
| 10.                                       | 5 september 2015                          | Sao Tomé en Principe – Marokko            | 0 – 3                                     | Afrika Cup kwalificatie                   | 0                                         |
| 11.                                       | 09 oktober 2015                           | Marokko – Ivoorkust                       | 0 – 1                                     | Vriendschappelijk                         | 0                                         |
| 12.                                       | 12 oktober 2015                           | Marokko – Guinee                          | 1 – 1                                     | Vriendschappelijk                         | 0                                         |

## Erelijst
| Kampioen Serie B | 1x | 2013/14 |